# Arcangeloscia congolensis
Arcangeloscia congolensis är en kräftdjursart som beskrevs av Stefano Taiti och Franco Ferrara 1980. Arcangeloscia congolensis ingår i släktet Arcangeloscia och familjen Philosciidae. Inga underarter finns listade i Catalogue of Life.